# Station Pont-Audemer
Station Pont-Audemer is een spoorwegstation in de Franse gemeente Pont-Audemer op de gesloten lijn Évreux-Embranchement - Quetteville. Het station is op 23 augustus 1867 geopend, de reizigersdienst werd op 28 september 1969 beëindigd. 